# Amarelli

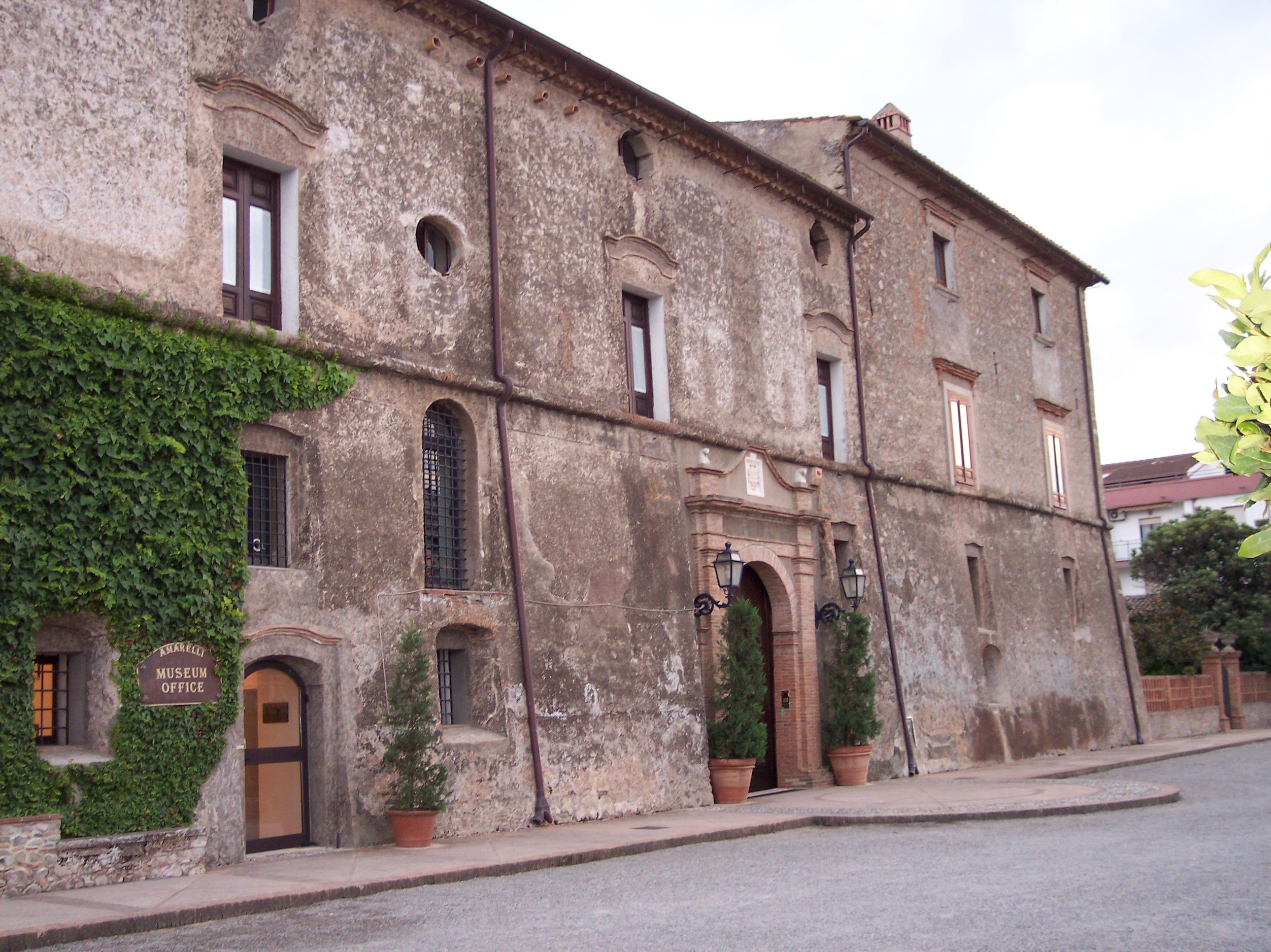
Das Lakritzmuseum Giorgio Amarelli in Rossano

Amarelli ist ein Familienunternehmen in Rossano (CS), Italien, das sich mit dem Anbau und der Ernte von Süßholz sowie deren Verarbeitung zu Lakritz befasst. Das Unternehmen wurde 1731 gegründet, aber bereits im 16. Jahrhundert übte die Familie diese Tätigkeit aus.

## Geschichte

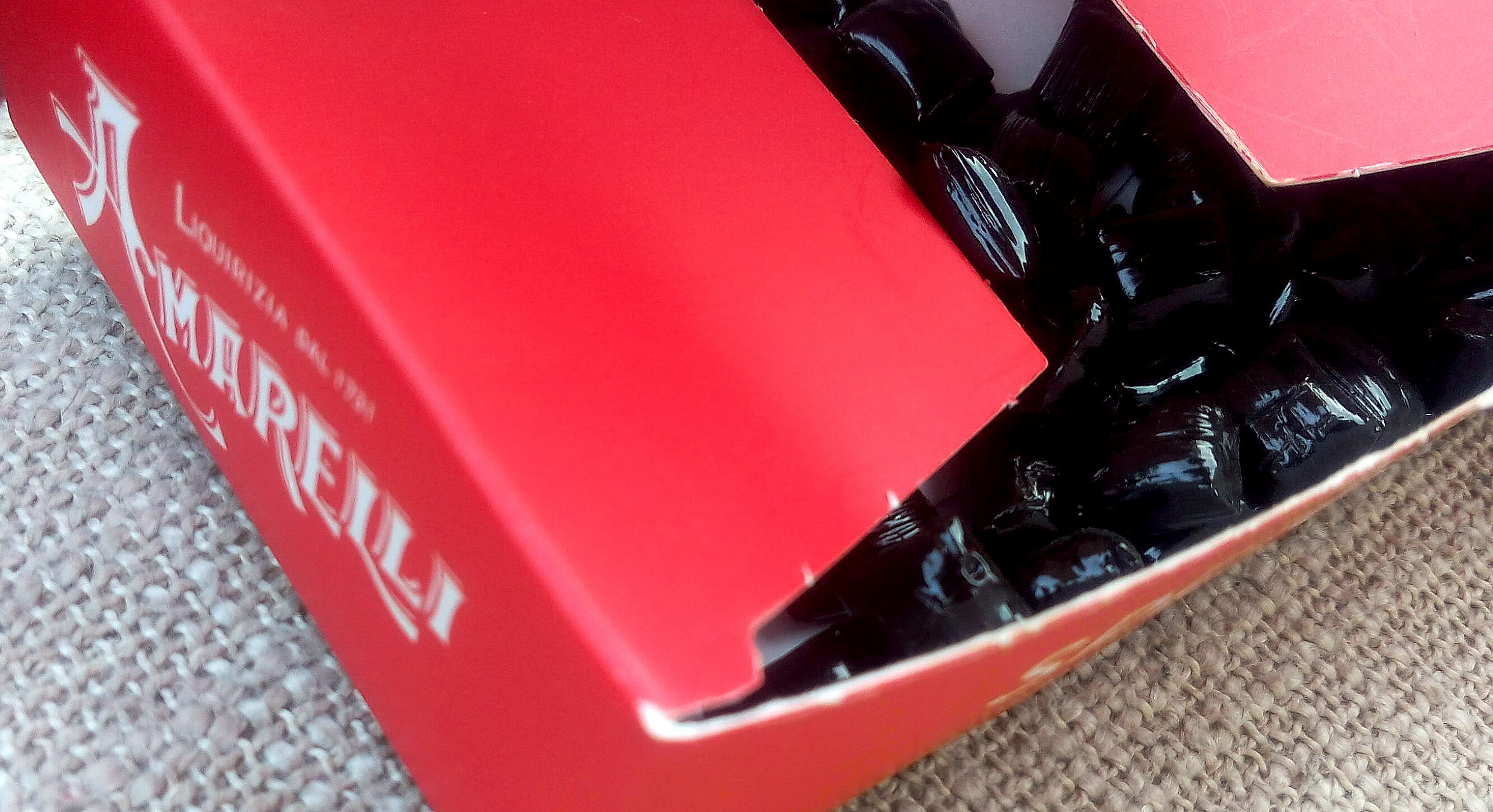
Lakritz der Sorte Spezzatina

Die Familie Amarelli, wohlhabende Landbesitzer, kann sich alter adeliger Traditionen rühmen.
Bereits im 16. Jahrhundert wurde die Verarbeitung der Süßholzwurzel zu einer Nebentätigkeit neben der landwirtschaftlichen Hauptproduktion auf den großen Ländereien der Familie. In den Zeiten, in denen das Land aufgrund der Fruchtfolge brach lag, ermöglichte diese Tätigkeit sowohl die Bewirtschaftung des Bodens als auch die Beschäftigung von Arbeitskräften in der Landwirtschaft. Quellen belegen die Gründung der Lakritzfabrik der Familie Amarelli im Jahr 1731. Vom 18. Jahrhundert bis in die ersten Jahrzehnte des 20. Jahrhunderts wurde an der ionischen Küste der Provinz Cosenza der größte Teil der nationalen Lakritzsaftproduktion hergestellt. Die besonderen Klima- und Bodenbedingungen, die das üppige Spontanwachstum der Pflanze begünstigten, die nicht nur für pharmazeutische Zwecke, sondern auch in der Süßwaren- und Lakritzindustrie sowie in der Tabakgerberei verwendet wird, verliehen dem kalabrischen Produkt eine ausgezeichnete Qualität. Neben der Familie Amarelli gab es in der Gegend noch weitere Gerbereien, die allesamt Landbesitzern gehörten. In der ersten Hälfte des 19. Jahrhunderts machte die lokale Produktion 70 % der nationalen Produktion aus. Ende des Jahrhunderts wurde der Extrakt sowohl auf dem heimischen als auch auf dem ausländischen Markt (insbesondere in Belgien, Großbritannien und den Niederlanden) verkauft.
In den ersten Jahrzehnten des 20. Jahrhunderts begann die Lakritzindustrie in Cosenza zu schrumpfen, doch die eigentliche Krise des Sektors kam in den 1930er Jahren, bedingt durch das niedrige Investitionsniveau und die starke ausländische Konkurrenz, insbesondere durch den US-amerikanischen Süßwarenriesen Mac Andrews and Forbes, der durch die Verarbeitung des in Kalabrien erworbenen Rohstoffs im Ausland der dortigen Industrie die Ressourcen entzog.
Als die drei Brüder Amarelli 1924 die Leitung des Unternehmens von ihrem Vater übernahmen, hatte die Fabrik bereits eine umfassende Umstrukturierung und eine erste Mechanisierung durchlaufen, die es dem Unternehmen ermöglichte, den Unwägbarkeiten der aufkommenden Krise zu begegnen. Der traditionelle Produktionsprozess war streng gegliedert (die Hauptphasen bestanden aus Waschen, Schneiden, Mahlen, Kochen und Pressen). Der Eintritt der drei Amarelli-Brüder in die Leitung des Unternehmens erforderte eine Umstrukturierung der Unternehmensführung: Im neuen Unternehmen widmete sich der Älteste, Fortunato, der Verwaltung, Pasquale dem Marketing und Giuseppe Amarelli übernahm die Produktionsleitung mit der Absicht, sie zu modernisieren und zu einem richtigen industriellen Prozess zu machen. In Italien dehnte sich das Vertriebsnetz auf den Norden aus, mit Büros in Turin, Mailand und Triest, während Giuseppe Amarelli die Leitung der Fabrik mit häufigen Reisen in Italien und ins Ausland, insbesondere nach England, verband, um Beziehungen zu Importeuren zu knüpfen, die in der Lage waren, die Produktion des Unternehmens auf den wichtigsten europäischen Märkten abzusetzen. In der zweiten Hälfte der zwanziger Jahre exportierte die Firma Amarelli nach England, Belgien und Frankreich; auf dem einheimischen Markt zählten Anfang der dreißiger Jahre wichtige Turiner Firmen wie Schiapparelli, Venchi & C. und Leone zu den Hauptkunden.
Die immer stärker werdende ausländische Konkurrenz führte zu einem Anstieg der Kundenzahl und veranlasste Amarelli, die Produktpalette zu erweitern und mit der Produktion eines Surrogats (Lakritz mit Stärkezusatz) zu beginnen, das unter dem Markennamen Lealmair vermarktet wurde, wodurch der Umsatz aufrechterhalten werden konnte, ohne das Prestige der Hauptmarke, die durch den Familiennamen repräsentiert wird, zu schmälern. Das Hauptaugenmerk von Giuseppe Amarelli lag jedoch auf der Erweiterung und Verbesserung des Produktionszyklus. Im Jahr 1931 installierte er mechanische Extruder zum Schleudern des Teigs (eine Tätigkeit, die bis dahin von 46 Arbeitern ausgeführt wurde). In den 1940er Jahren wurden neue Dampfkessel installiert, um die Produktion von Extrakt zu erhöhen. Dank der eingeführten Neuerungen wurde das Unternehmen von der Saisonabhängigkeit der Ernten befreit und die Produktion konnte erheblich gesteigert werden. Die kontinuierlichen Investitionen und die daraus resultierenden Größenvorteile ermöglichten es dem Unternehmen, die schwere Krise zu bewältigen, die Anfang der 1950er Jahre zum allmählichen Verschwinden der alten Fabriken in Kalabrien führte. In diesen Jahren ging die Herstellung von Lakritze für den Lebensmittelbereich auf neue, größere Unternehmen wie Saila (Società per azioni industria liquirizia abruzzese, dt. Aktiengesellschaft für die Lakritzindustrie der Abruzzen, gegründet 1937) über.
In den 1960er Jahren setzte Giuseppe Amarelli das Programm zur Umstrukturierung und technologischen Erneuerung des Produktionsprozesses fort. Er entwickelte persönlich ein neues Dampf-Extraktionssystem und gab eine Reihe von Prototypen in Auftrag, um das Verfahren zu optimieren. Zu Beginn der 1970er Jahre, als er sich eingehend mit den neuen Technologien befasste, besuchte er die wichtigsten europäischen Maschinenbauunternehmen. Bei gleichbleibender Qualität des Extrakts konnte durch die Mechanisierung die Effizienz der Fabrik gesteigert und der Einsatz von Arbeitskräften deutlich verringert werden. Amarellis Interesse an der Anwendung neuer Technologien führte auch zur ersten Automatisierung des Produktionsprozesses: 1974 nahm er ein Computersystem (mit Lochkarten) in Betrieb, um den Kochzyklus der Wurzeln zu steuern. Nach dem Tod seiner Brüder führte Giuseppe Amarelli 1980 die unternehmerische Tätigkeit in Form einer Einzelfirma fort. In den 1980er Jahren war die Marke Amarelli international bekannt geworden. Ihre Produkte sind nicht nur in Europa, sondern auch in den Vereinigten Staaten, Kanada und Australien weit verbreitet.
Zu den verschiedenen Produkten gehören die typischen Assabesi, Lakritz- und Anisgummibonbons in Form von Gesichtern oder Tieren. Der Ursprung des Begriffs Assabesi geht auf das Jahr 1884 zurück, als einige Bewohner der Assab-Bucht am Horn von Afrika auf der Italienischen Allgemeinen Ausstellung in Turin gezeigt wurden.
Amarelli-Lakritz wird in ganz Italien und auch im Ausland vermarktet. Im Jahr 2001 wurde das Lakritzmuseum „Giorgio Amarelli“ eröffnet, in dem die Geschichte der Lakritze erzählt wird und alle Werkzeuge ausgestellt sind, die seit dem 18. Jahrhundert für die Lakritzverarbeitung verwendet wurden.

## Archiv
Die von der Familie Amarelli im Laufe ihrer industriellen Tätigkeit erstellten Unterlagen werden im Museum in Rossano im Amarelli-Archiv aufbewahrt (chronologische Referenzen: 1445–1986). Das Amarelli-Archiv wurde 2012 vom italienischen Kulturministerium als von hohem historischen Interesse eingestuft.